# Magyla
Magyla – w mitologii litewskiej bogini śmierci lub demon ściśle związany ze śmiercią i nieszczęściami. Podległa i wykonująca rozkazy Giltine.
Według Norbertasa Veliusa magyl mogło być wiele; miały być one demonami ścigającymi i zabijającymi ludzi, podobnie jak w przypadku rzymskich furii. Niektórzy badacze wiążą Magylę z źródłosłowem słowiańskiego słowa mogiła i pochodzeniem nazw kilku miejscowości na współczesnej Litwie i Białorusi. Nazwą Magyla został ochrzczony podarowany przez Litwę Ukrainie w czasie inwazji Rosji na Ukrainę dron EOS.